# August Stiernstedt (1844–1924)
Samuel Fredrik August Stiernstedt, född 1 augusti 1844 i Stockholm, död 8 augusti 1924 i Hovförsamlingen, Stockholms stad, var en svensk friherre och skriftställare, brorson till numismatikern August Stiernstedt.

## Biografi
Stiernstedt blev filosofie doktor i Uppsala 1869, avlade kansliexamen där 1870 och ingick i Ecklesiastikdepartementet, varifrån han tog avsked som amanuens 1881. Senare ägnade han sig åt jordbruk och tjänstgjorde vid hovet som kammarherre och expeditionschef i Riksmarskalksämbetet (1898-1912). Stiernstedt, som i sin ungdom var medlem av Namnlösa samfundet, redigerade tidskriften "Förr och nu" (1878–80), författade åtskilliga litteraturhistoriska och biografiska uppsatser samt översatte flera arbeten av Hippolyte Taine.

## Utmärkelser

### Svenska utmärkelser
- Konung Oscar II:s och Drottning Sofias guldbröllopsminnestecken, 1907.[3]
- Konung Oscar II:s jubileumsminnestecken, 1897.[3]
- Kommendör av första klassen av Nordstjärneorden, 1 december 1905.[4]
- Riddare av första klassen av Vasaorden, 1887.[5]

### Utländska utmärkelser
- Riddare av första klassen av Ryska Sankt Stanislausorden, senast 1915.[3]
- Storofficer av Rumänska kronorden, senast 1915.[3]
- Kommendör av första klassen av Badiska Zähringer Löwenorden, senast 1915.[3]
- Kommendör av första klassen av Spanska Isabella den katolskas orden, senast 1915.[3]
- Kommendör av Franska Hederslegionen, senast 1915.[3]
- Kommendör av andra klassen av Sachsiska Albrektsorden, senast 1915.[3]
- Riddare av första klassen av Norska Sankt Olavs orden, senast 1915.[3]